# Las vías del amor
Las vías del amor es una telenovela mexicana producida por Emilio Larrosa para Televisa en el 2002. Es una historia original escrita por Alejandro Pohlenz y dirigida por Salvador Garcini. La telenovela se estrenó originalmente por el Canal de las Estrellas el 5 de agosto de 2002 en sustitución de Entre el amor y el odio, y finalizó el 6 de junio de 2003 siendo reemplazado por Amor real. 
Está protagonizada por Aracely Arámbula, Jorge Salinas y Gabriel Soto, junto con Enrique Rocha y Elizabeth Álvarez en los roles antagónicos.

## Argumento
Gabriel es un ingeniero electrónico y ex seminarista que vive consumido por sus remordimientos y culpas. Durante un paseo en su infancia perdió a su hermanito Nicolás. Esa pérdida ocasionó un infarto al padre de Gabriel. Su madre nunca lo ha perdonado, como tampoco le perdona que haya causado su invalidez.
Gabriel intentó purgar su culpa en el sacerdocio, pero abandonó el seminario a raíz de un romance con Sonia, una humilde lavandera. Gabriel no ha olvidado a Sonia, a pesar de estar de novio con la guapa Sandra a quien no ama. Al descubrir esa verdad, Sandra intenta suicidarse. Adolfo, un millonario dueño de una cadena de discotecas, está enamorado de Sandra. Gabriel vuelve a encontrarse con Sonia ahora dedicada a vender su cuerpo. Pero el verdadero amor de Gabriel está muy lejos, en Tlacotalpan.
Perla es una joven camarera, linda, pobre y clarividente. Sus poderes le permiten saber que su novio Paco corre peligro, pero él no le hace caso. Paco es asesinado y Perla descubre que la calavera de sus visiones es el tatuaje que lleva el asesino en el brazo. Elmer es el empleado de don Jerónimo, dueño de medio Tlacotalpan y patrón de Perla. Al verse descubierto, Elmer chantajea a Perla para que acepte la propuesta matrimonial de Don Jerónimo si no quiere que él mate al padre de la muchacha.
Chantajeada brutalmente, Perla acepta comprometerse con este señor quien le mostrará un mundo de lujos y belleza con el que la niña siempre ha soñado. Será en un viaje a México, acompañada por su novio, que a la salida de un elevador, Perla se tropezará con Gabriel y con el verdadero amor.
La boda se lleva a cabo y, durante el banquete, alguien asesina a Don Jerónimo. Enrique culpa a Fidel y este huye a la capital. Enfermo y sin dinero, Fidel es socorrido por Leticia, una comerciante buena y trabajadora que, por azares del destino, es acosada por Sebastián, el hermano de don Jerónimo. Perla decide ir a la capital a encontrar a su papá donde vivirá amargas experiencias. Pero será ayudada por Gabriel y se irán enamorando poco a poco. Pero Sonia hará las peores villanías con tal de destruir a Perla y al amor que se tienen. Pero esos no son sus únicos problemas. En primer lugar está Sebastián, que es un criminal sin escrúpulos y busca a Perla y a su padre para vengar la muerte de su hermano, también está el Dandy, el padrote de Sonia, al que Gabriel se enfrentó por defenderla y ahora busca venganza y Enrique, el hijo de don Jerónimo y el asesino de su padre, al que mató por la obsesión ilimitada que le tiene a Perla y no descansará hasta encontrarla y Elmer que, debido al cariño que le tenía a su patrón, también buscará venganza.

## Elenco

### Principales
- Aracely Arámbula como Perla Gutiérrez Vázquez
- Jorge Salinas como Gabriel Quesada Barragán
- Enrique Rocha como Sebastián Mendoza Romero
- Daniela Romo como Leticia López Albavera
- José Carlos Ruiz como Fidel Gutiérrez Arismendi
- Nuria Bages como Olga Vázquez de Gutiérrez
- Abraham Ramos como Enrique Mendoza Santini
- Martha Julia como Sandra Irribaren
- Julio Alemán como Alberto Betanzos
- Alfredo Adame como Ricardo Domínguez
- Blanca Sánchez como Artemisa Barragán
- Sasha Montenegro como Catalina Valencia
- Gabriel Soto como Adolfo Lascuráin / Nicolás Quesada Barragán

### Secundarios
- Dulce como Patricia Martínez de Betanzos
- Margarita Magaña como Alicia Betanzos Martínez
- Patricia Navidad como Rocío Zárate
- Rafael Amaya como Paco / Pablo Rivera
- Carlos Miguel como Adalberto Ruiz / El Dandy
- Mónica Dossetti como Mariela Andrade
- Rudy Casanova como Elmer Patiño / El Negro
- Raúl Ochoa como Ernesto Fernández Valencia
- Paola Treviño como Andrea De La Garza
- Eduardo Cuervo como Pedro Betanzos Martínez
- Francisco Avendaño como Javier Loyola Jr.
- Maricruz Nájera como Laura Albavera
- María Prado como Azalia Sánchez
- Thelma Tixou como Fernanda Solís
- Sergio DeFassio como Eloy Álvarez
- Carlos Torres como Edmundo Larios
- Ivonne Montero como Damiana / Madonna
- Arturo Vázquez como Iván Hernández
- Kokin Li como  Wong / El Chino
- Bobby Larios como Julián de la Colina
- Julio Monterde como Javier Loyola
- Esperanza Rendón como Gladys Sánchez
- Anghel como Jéssica
- Gustavo Negrete como Aurelio Tobar
- Ricardo Vera como Tadeo Juárez Peña
- Teo Tapia como Leopoldo Dávalos
- Rubén Morales como Efraín
- Manuela Imaz como Rosaura Fernández López
- Jorge Consejo como Esteban Fernández López
- Elizabeth Álvarez como Sonia "Francis" Vázquez Solís
- Miguel Loyo como Ramón Gutiérrez Vázquez
- Silvia Pinal como Vanessa Vázquez
- Hugo Aceves como Octavio Vázquez Solís
- Silvia Ramirez como Antonia
- Claudia Troyo como Claudia Jiménez
- Erika García como Lolita Padilla Vale
- Florencia de Saracho como Pamela Fernández

### Recurrentes
- Juan Ángel Esparza como Carlos Velázquez
- Marco Méndez como Óscar Méndez
- Ricardo Margaleff como Bruno

## Recepción
Durante el estreno de Las vías del amor registró 27.4 puntos de índice de audiencia. El último episodio superó 39.5 puntos de índice de audiencia,
| Temporada | Horario (CT)                     | Episodios | Primera emisión     | Primera emisión      | Última emisión     | Última emisión       | Prom. de espectadores (millones) |
| Temporada | Horario (CT)                     | Episodios | Fecha               | Audiencia (millones) | Fecha              | Audiencia (millones) | Prom. de espectadores (millones) |
| --------- | -------------------------------- | --------- | ------------------- | -------------------- | ------------------ | -------------------- | -------------------------------- |
| 1         | Lunes a viernes 21:00 - 22:00 h. | 220       | 5 de agosto de 2002 | 27.4                 | 6 de junio de 2003 | 39.5                 | 26.5                             |

## Premios y nominaciones

### Premios TVyNovelas 2003
| Categoría                 | Nominado(a)      | Resultado |
| ------------------------- | ---------------- | --------- |
| Mejor telenovela          | Emilio Larrosa   | Nominado  |
| Mejor actriz protagónica  | Aracely Arámbula | Nominada  |
| Mejor actor protagónico   | Jorge Salinas    | Nominado  |
| Mejor villana             | Sasha Montenegro | Ganadora  |
| Mejor villano             | Enrique Rocha    | Ganador   |
| Mejor primer actor        | Jose Carlos Ruiz | Nominado  |
| Mejor actriz de reparto   | Nuria Bages      | Nominada  |
| Mejor actor de reparto    | Gabriel Soto     | Nominado  |
| Mejor revelación femenina | Paola Treviño    | Nominada  |

### Premios El Heraldo de México 2003
- Mejor primera actriz: Daniela Romo
- Mejor primer actor: Enrique Rocha
- Mejor actriz revelación: Elizabeth Álvarez
- Mejor actor revelación: Jorge Consejo

### Premios Palmas de Oro 2003
- Mejor actor antagónico: Enrique Rocha[6]